# Галоян, Анна-Мария
Анна-Мария Галоян (23 февраля 1982, Кохтла-Ярве, Эстония) — эстонский политолог, уклонявшаяся от тюремного заключения, член правления трёх коммерческих организаций. Политический аналитик при англоязычной газете The Baltic Times, бывший лидер молодёжного крыла Партии реформ.

## Образование
- 2000—2004 годы, Тартуский университет — политология
- 2004 год, Тартуский университет — научная магистратура, международные отношения
- 2005—2006 годы, Эстонская Школа Дипломатии — международные отношения и европейская интеграция[1].

## Дело Галоян
В отношении Галоян было возбуждено уголовное дело по обвинению в растрате крупной суммы денег, принадлежавшей организации «Европейское движение в Эстонии» (эст. «Eesti Euroopa Liikumine»). Согласно обвинению, общий ущерб составил 930 000 крон или 59 000 евро. В мае 2011 года Харьюский уездный суд приговорил её к одному году и десяти месяцам тюремного заключения: пять месяцев реального тюремного заключения, оставшийся срок — условно с испытательным сроком в четыре года. После того как окружной суд оставил приговор в силе, Анна-Мария должна была начать отбывать наказание с 7 февраля 2012 года, но незадолго до начала тюремного заключения она покинула Эстонию и отправилась в Лондон с целью получить политическое убежище, поскольку считает, что является жертвой преследования со стороны эстонских политиков, в том числе и президента Эстонии Тоомаса Хендрика Ильвеса. 19 февраля 2015 года была конвоирована в Эстонию из Великобритании и доставлена в тюрьму.

## Интересные факты
- Родной и первый язык Марии — русский. Также она свободно владеет эстонским языком, хорошо знает армянский, английский, немецкий и французский языки[17].
- В 2009 году Анна-Мария снялась в эротической фотосессии журнала «Playboy»[18]
- Согласно рейтингу чешского издания «Jenpromuze» Анна-Мария занимает четвёртое место среди самых сексуальных политиков мира[19]. В рейтинге испанского сайта «20 Minutos» — шестое[1].
- В 2010 году шотландское отделение британского таблоида «The Sun» провозгласило Галоян самой сексуальной женщиной-политиком в мире[20].
- В 2010 году бельгийская шоколадная фирма «Xocai» пригласила Галоян для рекламы своей продукции[21][22].

## Публикации
- Moldova nõrk majandus hirmutab Transnistriat (эст.), Eesti Päevaleht, 17.10.2006
- Особая модель партнерства Архивная копия от 20 декабря 2011 на Wayback Machine, Молодежь Эстонии, 15.12.2006
- Galojan: gaasitoru oleks Eesti ja Venemaa tupikust välja aidanud (эст.), Äripäev, 12.11.2007
- Galojan: Sõber võib olla võõras kiirrongis (эст.), Delfi, 27.05.2008
- Anna-Maria Galojan: Kas olla poksikott? (эст.), Delfi, 19.07.2008
- Braavo, Hillary! Sappi ei pritsi ja oskab väärikalt kaotada (эст.), Kesknädal, 22.10.2008
- Kuidas Euroopa sel talvel külmub ehk Teine gaasisõda (эст.), Kesknädal, 21.01.2009
- Eesti välispoliitika valusad õppetunnid, Kesknädal (эст.), 6.05.2009
- Euroopa tulevik on tume, kui seda juhivad vastutustundetud (эст.), Kesknädal, 3.06.2009
- Kas hobune vankri ees või lüpsilehm? (эст.), Kesknädal, 1.07.2009
- The Difficult Lessons of Estonia’s Foreign Policy, The Baltic Times, 20.08.2009
- Enterprise — a healthy horse pulling a sturdy wagon, or just a cow we can milk? (англ.), The Baltic Times, 3.09.2009
- Is Estonia really a Nordic country? (англ.) The Female Factor, The Baltic Times, 1.10.2009
- EU Common Energy Policy: A Trojan Horse for Member States? Архивная копия от 4 июня 2011 на Wayback Machine (англ.), The Baltic Times, 22.10.2009
- BLAME THE RUSSIANS! — An Estonian Myth? Архивная копия от 4 июня 2011 на Wayback Machine (англ.), The Baltic Times, 26.11.2009
- The Euro — A Panacea for all of Estonia’s Economic Problems? Архивная копия от 4 июня 2011 на Wayback Machine (англ.), The Baltic Times, 12.01.2010
- To be, or not to be, the next president of Estonia  Архивная копия от 4 июня 2011 на Wayback Machine (англ.), The Baltic Times, 3.02.2010
- Qualities of Statesmanship — is anyone worthy? Архивная копия от 29 июня 2011 на Wayback Machine (англ.), The Baltic Times, 5.03.2010
- Red card for EU member-states? Архивная копия от 29 июня 2011 на Wayback Machine (англ.), The Baltic Times, 1.04.2010
- Challenging future for English media Архивная копия от 29 июня 2011 на Wayback Machine (англ.), The Baltic Times, 21.04.2010
- Yes or No for Russian Energy Resources? Архивная копия от 29 июня 2011 на Wayback Machine (англ.), The Baltic Times, 20.05.2010
- Freedom of press in Estonia, or just beautiful words? Архивная копия от 29 июня 2011 на Wayback Machine (англ.), The Baltic Times, 21.07.2010
- Welcome to the New Europe, on Estonia’s re-Independence Day Архивная копия от 29 июня 2011 на Wayback Machine (англ.), The Baltic Times, 26.08.2010
- In defense of patriotism Архивная копия от 29 июня 2011 на Wayback Machine (англ.), The Baltic Times, 6.10.2010
- Estonia’s duty as an EU member state to its open energy market Архивная копия от 29 июня 2011 на Wayback Machine (англ.), The Baltic Times, 4.11.2010
- The dire situation for local authorities Архивная копия от 29 июня 2011 на Wayback Machine (англ.), The Baltic Times, 23.12.2010
- The Baltic Times: Elections — kites rise against, not with, the wind Архивная копия от 13 февраля 2011 на Wayback Machine (англ.), The Baltic Times, 27.01.2011
- The Baltic Times: Should Estonian voters forgive their politicians? Архивная копия от 20 января 2016 на Wayback Machine (англ.), The Baltic Times, 02.03.2011